# Bleeding Hearts
Bleeding Hearts  is de eenentwintigste aflevering van het zesde seizoen van het tienerdrama Beverly Hills, 90210, die voor het eerst werd uitgezonden op 14 februari 1996.

## Verhaal
Iedereen maakt zich steeds meer zorgen om Kelly en ze overleggen nu met Jackie die van dit nog niet op de hoogte was. Jackie maakt een afspraak met Kelly om met haar te praten maar Kelly laat haar wachten en komt niet opdagen. Kelly is met Colin naar hun drugsdealer voor meer cocaïne. Later gaat Kelly weer terug omdat ze niets meer hebben. Als ze alleen in een kamer zit te wachten dan komt een andere man naast haar zitten en probeert haar te verleiden. Hij wordt erg handtastelijk zodat Kelly besluit om hem uit te schakelen door een fles op zijn hoofd te slaan. Helemaal in paniek vlucht ze het huis uit en belt Brandon op om haar te helpen. Brandon haast zich en vindt haar in haar auto en brengt haar naar een ziekenhuis waar ze opgenomen wordt.
Donna heeft met haar studentenvereniging een actie opgezet voor Valentijnsdag, een pyjamafeest waarbij de mensen 24 uur geen seks mogen hebben. Als mensen hieraan mee willen doen dan mogen ze zich inschrijven. Er ontstaat een hoop hilariteit en Clare besluit zich te laten inschrijven, dit tot verbazing van Steve. Clare wil een weddenschap aangaan met Steve dat hij niet vol kan houden om 24 uur geen seks te hebben, Steve neemt dit aan. Aan het einde van de 24 uur roept Steve dat hij gewonnen heeft en bespringt Clare. Dan roept Clare dat zij gewonnen heeft omdat zij de klok een uur vooruit heeft gezet, Steve lacht haar uit en zegt haar dat hij dit verwacht had en dat hij de klok al een uur terug had gezet.
Valerie denkt nog een troef in handen te hebben om Ginger tevreden te stellen. Zij wil haar koppelen aan Jonathan en hoopt zo dat Ginger haar eisen laat vallen. Op het eerste oog lijkt haar plan te slagen en Ginger en Jonathan gaan samen naar het valentijnsfeest in de After Dark waar de vriendengroep ook is. Er wordt een danswedstrijd gehouden en Ginger en Jonathan doen daar aan mee. Maar nu blijkt dat ze zelf ook een plan hebben, Ginger doet net dat ze door haar enkel gaat en zo moet Jonathan een nieuwe danspartner zoeken. Natuurlijk rent hij dan naar Susan en vraagt haar om met hem te dansen. Ze zegt nee maar daar neemt hij geen genoegen mee en wil haar mee sleuren, dan slaat Susan hem op zijn neus en zegt hem duidelijk dat zij niets met hem wil. Brandon kijkt lachend toe. Valerie zoekt Ginger op en vraagt haar wat er aan de hand is, ze vertelt haar dat Jonathan niets met haar wilde omdat hij nog steeds gek is op Susan en nu wil Ginger weten wat Valerie wil. Geeft ze het geld of David. Valerie besluit om met David te praten en hem te vragen of hij een nacht met Ginger wil doorbrengen. David is hier niet blij mee dat ze dit hem kan vragen maar besluit om haar te helpen. Na de nacht komen David en Valerie weer samen en dan vertelt David dat er niets gebeurd is en dat Ginger haar alleen een hak wilde zetten. David maakt ook meteen bekend dat hij de relatie uitmaakt omdat hij dit haar niet kan vergeven wat ze hem gevraagd heeft.
Nu Joe zich helemaal wil laten onderzoeken besluit zijn trainer om een andere Quarterback te zoeken. Joe zegt hem dit te begrijpen maar als hij weer op zijn kamer is dan besluit hij om zijn spullen te pakken en terug te gaan naar huis. Donna zoekt hem op en haalt hem over om te gaan vechten voor zijn plaats in de team.

## Rolverdeling
- Jason Priestley - Brandon Walsh
- Jennie Garth - Kelly Taylor
- Ian Ziering - Steve Sanders
- Brian Austin Green - David Silver
- Tori Spelling - Donna Martin
- Tiffani Thiessen - Valerie Malone
- Joe E. Tata - Nat Bussichio
- Kathleen Robertson - Clare Arnold
- Jason Wiles - Colin Robbins
- Ann Gillespie - Jackie Taylor
- Emma Caulfield - Susan Keats
- Cameron Bancroft - Joe Bradley
- Carl T. Evans - Jonathan Casten
- Elisa Donovan - Ginger LaMonica